# Zofia Engiel
Zofia Engiel (ur. 23 marca 1924 w Wilnie, zm. 30 grudnia 2008 we Wrocławiu) – polska lekarka, logopeda, twórczyni jednej z metod w terapii jąkania. 
Podczas wysiedlenia Polaków z kresów dotarła do Wrocławia.
Absolwentka Uniwersytetu Wrocławskiego. 
Razem z foniatrą dr. Handzlem miała się zająć leczeniem i terapią jąkania. Ze względu na brak wzorców, literatury, metod i opracowań naukowych, jako samouk, rozpoczęła pracę z pacjentami jąkającymi się. Poprzez obserwację różnych postaci objawów niepłynności mówienia starała się rozpoznać mechanizmy jąkania. Za tym poszły wieloletnie próby tworzenia skutecznych metod terapii.
Została absolwentką pierwszego rocznika Podyplomowego Studium Logopedii w Lublinie, a twórca polskiej logopedii prof. Leon Kaczmarek poprosił ją o prowadzenie cyklu wykładów dla studentów. 
Metoda Zofii Engiel przynosi wiele efektów, jednak znalazła mało naśladowców. Za swoją następczynię uznała Beatę Maksymowicz.